# Płonę
"Płonę" – utwór pochodzący z drugiej studyjnej płyty zespołu IRA Mój dom wydanej w 1991 roku. Kompozycja znalazła się na drugiej pozycji na krążku, trwa 3 minuty i 57 sekund, i jest czwartym co do najdłuższych utworów znajdujących się na krążku.
Utwór zaczyna się od ostrego gitarowego riffu, połączonego z krótką melodyjną solówką gitarową. Utwór utrzymany jest w średnio-szybkim tempie, posiada dość ciężkie hardrockowe brzmienie, połączone z melodyjną solówką gitarową.
Tekst utworu adresowany jest do kobiety. Kompozytorami utworu są basista grupy Piotr Sujka oraz perkusista Wojtek Owczarek. Tekst napisał wokalista Artur Gadowski.
Piosenka ta została zagrana m.in. na występach zespołu na Festiwalu w Jarocinie w latach 1992–1993. Utwór był także dość często grany na koncertach akustycznych grupy w pierwszej połowie lat 90.
Kompozycja znalazła się także na obu płytach koncertowych zespołu, wydanych odpowiednio w 1993 oraz 2004 roku. Na pierwszej z nich utwór trwa 3 minuty i 38 sekund, natomiast na drugiej trwa 3 minuty i 45 sekund. W obu koncertowych wersjach koncertowych jest krótszy od wersji studyjnej.
Płonę zostało zagrane także na urodzinowym koncercie zespołu w krakowskim klubie "Studio" w październiku 2006 roku.
Do dziś utwór jest regularnie grany na koncertach zespołu.

## Twórcy
IRA
- Artur Gadowski – śpiew, chór
- Wojtek Owczarek – perkusja
- Piotr Sujka – gitara basowa, chór
- Kuba Płucisz – gitara rytmiczna
- Piotr Łukaszewski – gitara prowadząca

Produkcja
- Nagrywany oraz miksowany: Kwiecień 1991 roku w Studio S-4 w Warszawie
- Producent muzyczny: Leszek Kamiński, IRA
- Realizator nagrań: Leszek Kamiński
- Aranżacja: Piotr Sujka / Wojciech Owczarek
- Tekst piosenki: Artur Gadowski
- Sponsor zespołu: Firma Kontakt z Radomia
- Wytwórnia: Kontakt